# موکائی ۴۷۵۰
سیارک ۴۷۵۰ (به انگلیسی: 4750 Mukai، نامگذاری:1990XC1) چهار هزار و هفتصد و پنجاهمین سیارک کشف شده‌است که در ۱۵ دسامبر ۱۹۹۰ کشف شد.
قدر مطلق سیارک برابر ۱۳٫۶۰ است.